# Marlis Petersen

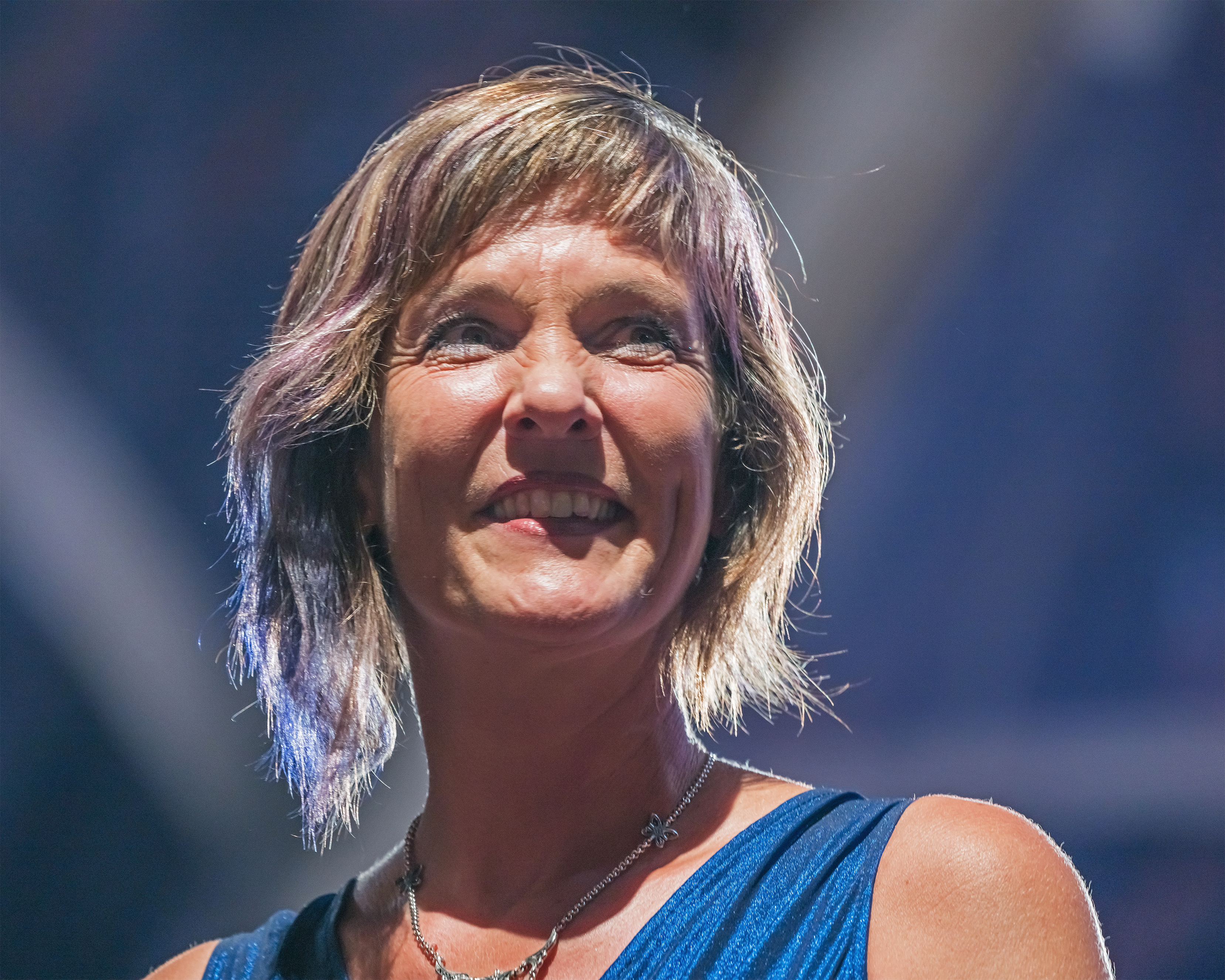
Marlis Petersen in 2019

Marlis Petersen (Sindelfingen, 3 februari 1968) is een Duitse operazangeres. 

## Biografie
Marlis Petersen leerde piano spelen in 1975 en fluit in 1980 en won enkele pianowedstrijden waardoor ze de stap zette om zich in te schrijven aan het conservatorium van Stuttgart. In 1984 sloot ze zich aan bij het kerkkoor in Tuttlingen. Ze studeerde er af in 1988 in fluit, dans en zang. Tussen 1993 en 1998 is ze verbonden aan de Opera van Nuremberg. 
Van 1998 tot 2003 was ze aan de slag bij het Deutsche Oper am Rhein, waar ze voornamelijk zong in opera's van Mozart en Strauss.
Petersen was ook te zien op de podia van Wenen, Salzburg, München, Londen, Parijs, Genève en Monte Carlo en staat ook bekend om haar vertolking van de veeleisende titelrol in Alban Bergs Lulu in tien producties over de hele wereld. Het leverde haar eerste keer de titel van Zangeres van het jaar op. 
Sinds 2009 woont ze in Athene, Griekenland.

## Discografie (selectie)
- 2018: Dimensionen – Anderswelt met Camillo Radicke, piano. (Solo Musica), 2018.
- 2017: Dimensionen – Welt met Stephan Matthias Lademann, piano. (Solo Musica), 2017.
- 2012: Goethe-Lieder – Das ewig Weibliche met Jendrik Springer, piano. Harmonia Mundi, 2012.
- 2010: Robert Schumann: Spanische Liebeslieder Op. 138, Spanisches Liederspiel Op. 74, Minnespiel Op. 101. 2010.
- 2010: Wolfgang Amadeus Mozart: Die Zauberflöte. Akademie für Alte Musik & RIAS Kammerchor, René Jacobs. Harmonia Mundi, 2010.
- 2010: Johannes Brahms: Ein Deutsches Requiem. Versie voor piano vierhandig. Rundfunkchor Berlin, Simon Halsey. 2010.
- 2008: Johannes Brahms: Liebeslieder-Walzer op. 52, Drei Lieder op. 64, Neue Liebeslieder op. 65, met Stella Doufexis, Werner Güra, Konrad Jarnot (Gesang), Christoph Berner en Camillo Radicke (piano). 2008.

## Werk (selectie)
- 2007 - Aphrodite in de wereldpremière van Phaedra van Hans Werner Henze (Staatsopera van Berlijn).
- 2008 - Marta in La Grande Magia van Manfred Trojahn (Semperoper van Dresden).
- 2011 - Marguerite de Valois in Les Huguenots van Meyerbeer[1]
- 2017 - Leonore in Leonore van René Jacobs[2]
- 2020 - Ophélie in Hamlet van Ambroise Thomas (New York Metropolitan Opera).

Naast haar operarollen staat Petersen bekend om haar uitvoeringen in werken van Johann Sebastian Bach met dirigenten Ton Koopman en Helmuth Rilling en om haar liedrecitals met pianist Jendrik Springer. Ze zong de titelrol in de première van de Aribert Reimann-opera Medea bij de Weense Staatsopera in 2010.
In 2017, 2018 en 2019 kwamen er ook enkele cd's uit met onder andere muziek van Schuman.

## Erkentelijkheden
- 1990 - Winnaar van de VDMK-competitie Berlin voor Opera/Concert/Lied
- 1991 - Winnaar van de VDMK-competitie Berlin voor Musical/Chanson/Song
- 2004 - Zangeres van het jaar (Opernwelt) voor vertolking van Lulu bij de Hamburgische Staatsoper.
- 2010 - Zangeres van het jaar (Opernwelt)
- 2015 - Zangeres van het jaar (Opernwelt)
- 2020 - Zangeres van het jaar (Opernwelt) voor vertolking van Mariette en Marie in Die Tote Stadt.[4]